# Actavis
Actavis PLC (NYSE: ACT) es una empresa farmacéutica de origen estadounidense y con sede en Dublín (Irlanda).

## Historia
Fue fundada en 1984 por Allen Chao y David Hsia con solo seis empleados en un pequeño local de Libertyville (Illinois). Ese mismo año la compañía se trasladó a  Corona (California). En 2011 se trasladó a Parsippany (Nueva Jersey). En 2012, la farmacéutica Watson se fusionó con Actavis y desde entonces se llamaría Actavis Pharma. En 2013 la empresa trasladó su sede a Dublín.

## Hitos más importantes
- 2012: En marzo la empresa es adquirida por Watson Pharmaceuticals por 4250 millones de euros, pero la nueva empresa mantendrá el nombre de Actavis Pharma.[1]
- 2013: En mayo, Actavis anuncia la fusión por absorción de Warner Chilcott, antigua Galen, por 8500 millones de dólares.[2]
- 2014: En febrero, Actavis anuncia la compra de Forest Labs por un montante de 28000 millones de dólares.[3][2]
- 2014: Actavis retira del mercado el fármaco Syrup por alto contenido en codeína.[4]
- 2014: En octubre, Actavis compra Durata Therapeutics, especializada en enfermedades infecciosas, por 533 millones de dólares.[5]
- 2014: Actavis adquiere en noviembre a la farmacéutica Allergan (dueña de Botox) por 66000 millones de dólares.[2]